# Avengers: Age of Ultron
Avengers: Age of Ultron è un film del 2015 scritto e diretto da Joss Whedon.
Basato sul gruppo dei Vendicatori di Marvel Comics, è l'11º film del Marvel Cinematic Universe (MCU) e sequel del film The Avengers (2012).
Prodotto dai Marvel Studios e distribuito dalla Walt Disney Studios Motion Pictures. Il film comprende un cast corale che include molti degli attori comparsi nei precedenti film del MCU. In Avengers: Age of Ultron gli Avengers affrontano la minaccia di Ultron, un'avanzata intelligenza artificiale auto-cosciente, che intende causare l'estinzione dell'umanità.
Il film è stato annunciato subito dopo l'uscita di The Avengers. Nell'agosto dello stesso anno Joss Whedon, regista del primo film, ha firmato per tornare in cabina di regia e poco dopo è stata fissata la data di uscita.

## Trama
A Sokovia, un paese dell'Europa orientale, Tony Stark, Steve Rogers, Thor, Bruce Banner, Natasha Romanoff e Clint Barton attaccano una base dell'Hydra comandata dal Barone Strucker, il quale sta effettuando degli esperimenti sugli esseri umani utilizzando lo scettro di Loki. Il gruppo si scontra con due gemelli potenziati dagli esperimenti di Strucker: Pietro, in grado di correre a velocità superumane, e Wanda Maximoff, che può manipolare le menti e creare campi di energia. Dopo un duro scontro, gli Avengers riescono a recuperare lo scettro di Loki.
Tornati alla Avengers Tower, Stark e Banner scoprono che all'interno della Gemma dello scettro c'è un'intelligenza artificiale e in segreto la usano per completare il programma di difesa globale "Ultron". Durante la festa organizzata per festeggiare la vittoria, tuttavia, Ultron si attiva, distrugge J.A.R.V.I.S. e attacca la squadra. Ultron fugge con lo scettro di Loki e si rifugia nella base di Strucker a Sokovia, dove potenzia il suo corpo e costruisce un'armata di droni, per poi reclutare i gemelli Maximoff, che ritengono Stark colpevole della morte dei loro genitori e insieme si recano dal trafficante d'armi Ulysses Klaue, per procurarsi del vibranio. Gli Avengers li intercettano e li affrontano, ma Wanda manipola le loro menti facendo avere loro delle visioni. Hulk, in preda alla follia causata dalle visioni, comincia a distruggere la città e Stark utilizza l'armatura Hulkbuster per fermarlo.
Con Ultron presente in tutti i sistemi informatici del mondo e ancora scossi dalle visioni, gli Avengers si rifugiano alla fattoria di Barton, dove incontrano sua moglie Laura e i suoi figli. Thor tuttavia decide di andarsene e di consultarsi con il dr. Erik Selvig sul significato della sua visione, mentre Romanoff e Banner, in intimità, pianificano di fuggire insieme alla fine della missione. L'arrivo di Nick Fury incoraggia la squadra a pensare a un piano per fermare Ultron, il quale, intanto, si è recato a Seul dalla dottoressa Helen Cho, alleata degli Avengers, costringendola a usare il tessuto sintetico da lei ideato, insieme alla Gemma dello scettro, per creare il corpo perfetto. Quando Ultron comincia a trasferire la sua coscienza nel nuovo corpo, Wanda legge nella sua mente, scoprendo così i suoi piani per l'eliminazione della razza umana, e insieme al fratello fugge. Rogers, Romanoff e Barton arrivano a Seul per cercare Ultron: i tre riescono a recuperare il corpo sintetico, ma Ultron cattura Romanoff e fugge. Nel frattempo, alla Avengers Tower, Stark e Banner decidono di provare a trasferire J.A.R.V.I.S. - che si era nascosto su Internet per sfuggire a Ultron - nel corpo sintetico. Thor ritorna e con un fulmine attiva il corpo, spiegando che la creazione di questo androide è parte della sua visione e che la Gemma dello scettro è la Gemma della mente, una delle sei Gemme dell'infinito, i più potenti artefatti dell'Universo.
Insieme alla neo-creata Visione e ai Maximoff, unitisi alla squadra, gli Avengers si recano a Sokovia, dove Ultron ha usato il vibranio per costruire una macchina in grado di sollevare la città e farla schiantare al suolo, generando così un impatto talmente potente da causare l'estinzione globale. Mentre la città comincia a sollevarsi, Banner salva Romanoff, che risveglia Hulk. Gli Avengers combattono l'esercito di Ultron e allo stesso tempo cercano di impedirgli di mettere in pratica il suo piano. Gli Avengers cercano di evacuare quanti più civili possibili e in loro aiuto arrivano Nick Fury e Maria Hill, a bordo di un helicarrier, e James Rhodes. Pietro tuttavia muore per salvare Barton e un bambino e Wanda, disperata, abbandona la sua postazione per distruggere l'androide, permettendo così a uno dei droni di attivare la macchina. La città comincia a precipitare, ma Stark e Thor riescono a sovraccaricare la macchina e a far esplodere la città in volo. Hulk, temendo di mettere in pericolo Romanoff se dovessero fuggire insieme, fugge a bordo di un quinjet, mentre Visione distrugge definitivamente Ultron. Tempo dopo gli Avengers fondano una nuova base. Thor, ritenendo che la Gemma della mente sia al sicuro con Visione, torna ad Asgard per scoprire di più sulle misteriose forze che hanno manipolato gli eventi recenti. Stark e Barton si ritirano dalla squadra, mentre Rogers e Romanoff si preparano ad addestrare una nuova squadra di Avengers, composta da Rhodes, Maximoff, Visione e Sam Wilson.
Nella scena durante i titoli di coda Thanos indossa il Guanto dell'Infinito e afferma che recupererà le Gemme di persona.

## Personaggi
- Tony Stark / Iron Man, interpretato da Robert Downey Jr.: membro e principale finanziatore degli Avengers.[1][2] Brillante ingegnere, playboy e filantropo creatore dell'armatura high-tech da lui stesso indossata. Parlando dell'evoluzione del personaggio dopo gli eventi di Iron Man 3 Downey Jr. ha dichiarato: "penso che abbia capito che il suo comportamento e le sue armature non lo abbiano aiutato nella sua idea di dovere, idea che l'ha portato ad avere un DPTS. Ora si concentra più su come evitare che ci siano problemi in primo luogo".
- Thor, interpretato da Chris Hemsworth: membro degli Avengers ed erede al trono di Asgard. Hemsworth ha dichiarato che nel film verrà mostrato un "Thor più terreno, umano, mentre festeggia a un party in abiti civili. Sono queste le scene che ho amato nel primo Thor e che si sono un po' perse in The Dark World."[3] Ha inoltre dichiarato che inizialmente Thor vive l'attacco di Ultron come un attacco personale dal momento che dopo The Dark World la sua casa è la Terra, ma poi "comincia a vedere il quadro generale di una possibile minaccia più grande e che collega tutti i nostri film".[4]
- Bruce Banner / Hulk, interpretato da Mark Ruffalo: membro degli Avengers e brillante scienziato che, dopo essersi sottoposto a delle radiazioni gamma, si trasforma in un enorme essere verde ogni volta che si arrabbia. Parlando del rapporto tra Banner e Hulk, Ruffalo ha dichiarato che "la relazione tra i due è ancora tutta da esplorare. È una cosa molto interessante: Hulk ha paura di Banner tanto quanto Banner ha paura di Hulk. Ovviamente sono entrambi la stessa persona, e devono trovare il modo di creare una 'tregua' tra di loro. E penso sia proprio questo confronto che vediamo crescere durante il film".[5]
- Steve Rogers / Captain America, interpretato da Chris Evans: leader degli Avengers,[2] è un veterano della seconda guerra mondiale potenziato grazie a un siero sperimentale; è rimasto congelato per settant'anni prima di essere ritrovato tra i ghiacci. Parlando della situazione in cui si trova Rogers, Evans ha detto: "Sta ancora cercando una casa, probabilmente più in senso metaforico. Si è sempre sentito a suo agio come soldato, gli piace la struttura di comando, è disposto a prendere ordini. Ma ora la responsabilità cade su di lui, il team conta su di lui. Non c'è nessuno sopra di loro, operano indipendentemente. Quindi devono fidarsi l'uno dell'altro, ma non c'è una vera e propria catena di comando. E penso che Cap stia ancora cercando questo, cerca di capire a cosa appartiene non solo come soldato, come Captain America, ma anche come Steve Rogers, come persona".[3]
- Natasha Romanoff / Vedova Nera, interpretata da Scarlett Johansson: membro degli Avengers ed ex-spia altamente addestrata dello S.H.I.E.L.D.; il produttore Kevin Feige ha affermato che verrà mostrato di più sul passato del personaggio.[6]
- Clint Barton / Occhio di Falco, interpretato da Jeremy Renner: membro degli Avengers e abile arciere che ha lavorato a lungo per lo S.H.I.E.L.D. Whedon ha dichiarato che Occhio di Falco interagirà di più con gli altri personaggi rispetto al primo film, dove è per la maggior parte del tempo sotto il controllo di Loki.[7]
- James Rhodes / War Machine, interpretato da Don Cheadle: ufficiale della U.S. Air Force e stretto amico di Tony Stark.[8][9]
- Pietro Maximoff, interpretato da Aaron Taylor-Johnson: fratello gemello di Wanda, corre a velocità elevatissime. Taylor-Johnson ha detto che "Lui e sua sorella sono stati abbandonati dai genitori e sono cresciuti nell'Europa orientale cercando di proteggersi a vicenda. Sua sorella è la sua guida, è lei che si prende cura di lui e viceversa. È molto protettivo verso Wanda, vuole che nessuno la tocchi".[10]
- Wanda Maximoff, interpretata da Elizabeth Olsen: sorella gemella di Pietro, ha poteri telecinetici, telepatici e ipnotici.[11] La Olsen ha dichiarato: "Il motivo per cui è tanto speciale è che ha un potenziale enorme che però non sa come controllare. Nessuno le ha mai insegnato a controllare i suoi poteri. Cerca di fare del suo meglio; non è che sia mentalmente instabile, è solo che è troppo stimolata. È in continua connessione con questo mondo e con altri mondi paralleli allo stesso tempo, e in tempi paralleli".[11]
- Visione, interpretato da Paul Bettany: un androide creato da Ultron. Sui motivi che l'hanno spinto ad accettare il ruolo, Bettany ha commentato che "La cosa che mi ha affascinato è che questa sorta di creatura appena nata è allo stesso tempo onnipotente e ingenua, ha quel tipo di pericolosità e di natura complessa di una cosa appena nata che è potentissima, le scelte morali che fa sono complesse e interessanti".[12] Bettany dà inoltre voce all'intelligenza artificiale J.A.R.V.I.S..
- Maria Hill, interpretata da Cobie Smulders: ex-agente di alto livello dello S.H.I.E.L.D. che ora lavora per Stark; la Smulders ha detto: "Dopo Captain America: The Winter Soldier è rimasta un po' scioccata, e credo che inizi questo film senza sapere bene chi sono i buoni e chi sono i cattivi, e cercherà di capirlo durante il film".[13]
- Sam Wilson / Falcon, interpretato da Anthony Mackie: un militare specializzato in combattimento aerei grazie a una speciale tuta alata; è amico di Captain America.[14]
- Peggy Carter, interpretata da Hayley Atwell: ufficiale della Strategic Scientific Reserve, cofondatore dello S.H.I.E.L.D. e interesse amoroso di Captain America durante la guerra.[14][15]
- Heimdall, interpretato da Idris Elba: asgardiano custode del Bifrǫst.[14][16]
- Laura Barton, interpretata da Linda Cardellini: la moglie di Occhio di Falco.[17]
- Erik Selvig, interpretato da Stellan Skarsgård: un brillante astrofisico amico di Thor.[18]
- Ultron, interpretato da James Spader: un'intelligenza artificiale sviluppata da Stark e Banner come programma di difesa mondiale, attivata con successo grazie alla Gemma della Mente contenuta nello scettro di Loki. Ha un complesso di Dio e desidera riportare la pace sulla Terra distruggendo il genere umano.[19][20] Il regista Joss Whedon ha dichiarato che Spader era la sua prima ed unica scelta a causa della "sua voce ipnotica che può essere calma e avvincente e al tempo stesso umana e divertente".[21] Spader ha interpretato il ruolo attraverso il motion-capture: in preparazione al ruolo sono state fatte numerose scansioni del corpo e del volto di Spader. In merito al personaggio, Whedon ha affermato che "Non è un essere felice, e ciò lo rende interessante. Soffre, e il modo in cui esprime la sua sofferenza non sarà qualcosa di già visto".[22] Whedon ha aggiunto che "non è una creatura logica - è un robot profondamente disturbato. Scopriremo cos'è che lo rende così minaccioso e allo stesso tempo affascinante, divertente, strano e inaspettato, e tutto ciò che un robot non è mai stato".[23] Whedon ha anche dichiarato che alcuni dei poteri di Ultron nei fumetti non verranno inseriti nel film.[22] Spader ha definito il personaggio come "egocentrico" e ha aggiunto: "Credo che lui veda gli Avengers come parte del problema, un problema che riguarda tutto il mondo. Osserva il mondo da un punto di vista strano, [biblico], perché è stato appena creato, è molto giovane… È immaturo, eppure ha un'ampia conoscenza di tutta la storia, e si è creato in breve tempo una visione del mondo piuttosto distorta".[24]
- Nick Fury, interpretato da Samuel L. Jackson: ex-direttore dello S.H.I.E.L.D. che reclutò per primo gli Avengers. Jackson ha descritto il suo ruolo come un cameo: "Sono solo di passaggio… perché, sapete, è un'altra di quelle situazioni 'persone con poteri che si picchiano con persone con poteri'. È per questo che non sono a New York in The Avengers. Non posso fare molto, solo sparare con la pistola".[25]

Thomas Kretschmann e Henry Goodman tornano nei panni del Barone Strucker e del Dottor List, leader e scienziato dell'Hydra noti per i loro esperimenti sugli umani, sulla robotica avanzata e sull'intelligenza artificiale; Claudia Kim interpreta la dottoressa Helen Cho, una rinomata genetista di Seul che aiuta gli Avengers; Andy Serkis interpreta Ulysses Klaue, un trafficante d'armi e contrabbandiere, vecchia conoscenza di Stark dei tempi in cui vendeva armi; Julie Delpy interpreta Madame B., insegnante della giovane Natasha nella Stanza Rossa. Kerry Condon da voce a F.R.I.D.A.Y., l'assistente sostitutiva di Stark al posto di J.A.R.V.I.S.; Josh Brolin appare non accreditato nel ruolo di Thanos nella scena a metà dei titoli di coda. Il co-creatore dei Vendicatori Stan Lee ha un cameo nei panni di un veterano che partecipa alla festa degli Avengers.

## Produzione

### Sviluppo

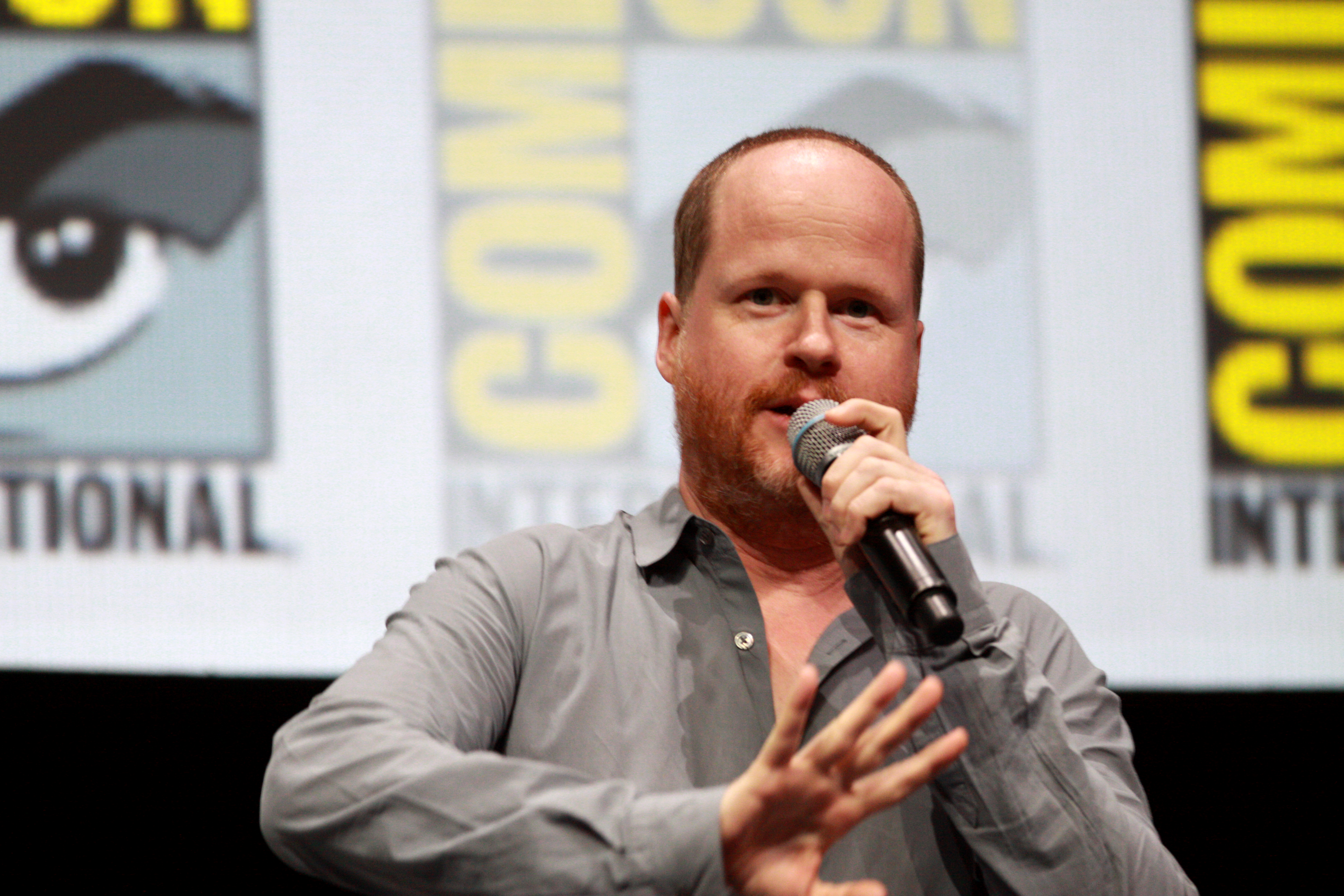
Joss Whedon al Comic-Con 2013 a San Diego

Nell'ottobre 2011 Kevin Feige, presidente dei Marvel Studios, durante il New York Comic Con, ha affermato che "Iron Man 3 sarà il primo film di quella che noi chiamiamo Fase Due di questa saga che culminerà in Avengers 2". Alla première di The Avengers, Feige ha aggiunto che Joss Whedon aveva nel contratto un'opzione per tornare a dirigere il sequel, ma non era ancora sicuro di volerlo fare. Nel maggio del 2012, dopo il successo di The Avengers, il CEO della Disney Robert Iger ha confermato lo sviluppo di un sequel del film. La maggior parte del cast aveva firmato contratti multi-film, ma il contratto di Robert Downey Jr. sarebbe scaduto con Iron Man 3. Nell'agosto 2012, dopo un periodo di indecisione, Joss Whedon firmò per scrivere e dirigere il film e per sviluppare la serie TV Agents of S.H.I.E.L.D.. Nell'aprile 2013 venne fissato l'inizio delle riprese per i primi mesi del 2014 agli Shepperton Studios in Inghilterra. Alla première di Iron Man 3 Whedon affermò di aver terminato una prima bozza della sceneggiatura e di aver cominciato a lavorare allo storyboard e a incontrare gli attori. Ha aggiunto di aver scritto la storia pensando a Downey Jr. per la parte e che tra i nuovi personaggi ci sarebbero stati una coppia di fratello e sorella (riferendosi a Quicksilver e Scarlet Witch).

### Pre-produzione
Durante un'apparizione a sorpresa al Comic-Con 2013 di San Diego Whedon ha annunciato il titolo del film: Avengers: Age of Ultron. Nonostante lo stesso titolo, il film non si baserà sul crossover fumettistico del 2013 Age of Ultron. Al riguardo Feige ha spiegato: "Avevamo pensato a vari titoli, ma poi un giorno è uscito questo nuovo fumetto con un titolo grandioso, Age of Ultron. Avevamo pensato ad altri titoli che finissero con 'of Ultron' ma quello rimaneva il migliore. Così abbiamo preso in prestito il titolo, ma la storia sarà completamente diversa". Whedon ha aggiunto: «Noi faremo la nostra versione di Ultron. Sarà un Ultron più legato all'universo cinematografico che ai fumetti. E non scordiamoci che nella storia originale c'è Hank Pym, personaggio che non ci sarà nel nostro film. In pratica prenderemo le cose che ci piacciono dai fumetti ma le adatteremo a modo nostro.» Nel gennaio 2014 l'associazione del Forte di Bard, in Valle d'Aosta, ha annunciato che parte del film sarebbe stata girata al Forte e in altri luoghi della regione. Il mese seguente la Gauteng Film Commission ha annunciato che alcune sequenze sarebbero state girate a Johannesburg a febbraio. Poco dopo la Marvel ha annunciato che anche la Corea del Sud sarebbe stata una delle location del film.

### Cast

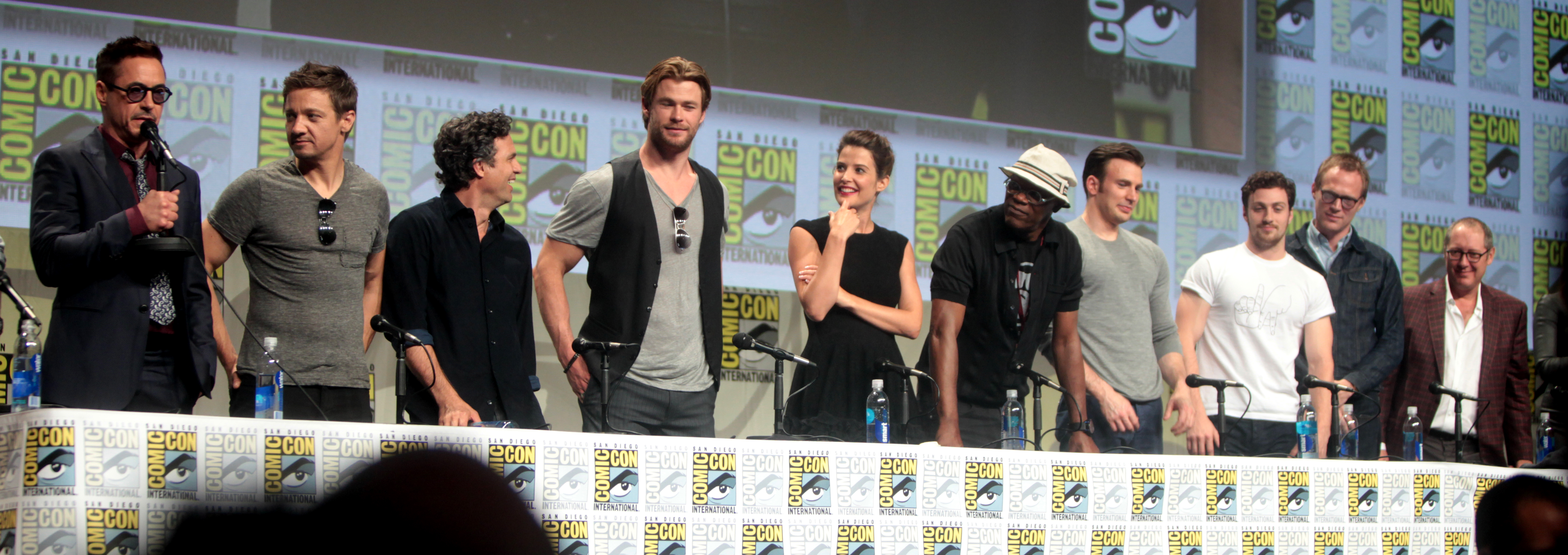
Il cast al San Diego Comic-Con International

A maggio 2013 Robert Downey Jr. entrò in trattative per estendere il suo contratto con la Marvel, e firmò infine a giugno per partecipare ad Avengers 2 e Avengers 3. Nell'agosto 2013 fu annunciato che il cattivo Ultron sarebbe stato interpretato da James Spader. A novembre sono entrati nel cast Elizabeth Olsen e Aaron Taylor-Johnson nei panni di Wanda Maximoff / Scarlet Witch e Pietro Maximoff / Quicksilver. A fine anno è stato ufficialmente confermato il ritorno di Mark Ruffalo, Chris Evans, Samuel L. Jackson, Chris Hemsworth, Jeremy Renner, Scarlett Johansson, Cobie Smulders e Don Cheadle. A inizio 2014 Thomas Kretschmann è stato scritturato nella parte del barone Wolfgang von Strucker e Paul Bettany, doppiatore di J.A.R.V.I.S. nei precedenti film del MCU, è entrato nel cast come Visione. Nell'agosto 2014 Stellan Skarsgård ha rivelato che sarebbe tornato nei panni di Erik Selvig. Il 2 novembre 2014 l'attore Idris Elba ha confermato di essere nel film nel ruolo di Heimdall insieme a Tom Hiddleston in quello di Loki. Nel febbraio 2015 viene confermato Andy Serkis nel ruolo di Ulysses Klaue, oltre al ritorno di Anthony Mackie nei panni di Sam Wilson / Falcon.

### Riprese
Le riprese di seconda unità sono cominciate il 24 febbraio 2014 a Johannesburg, in Sudafrica, dove sono state girate sequenze d'azione con protagonista Hulk. A metà marzo sono partite le riprese principali agli Shepperton Studios, dove la troupe ha girato per quattro mesi. Il 22 marzo la produzione si è spostata al Forte di Bard, ad Aosta, Verrès e Pont-Saint-Martin dove sono state girate sequenze d'azione con protagonisti Jeremy Renner (Occhio di Falco), Scarlett Johansson (Vedova Nera), Aaron Taylor-Johnson (Quicksilver) ed Elizabeth Olsen (Scarlet Witch). Le riprese in Corea del Sud sono cominciate il 30 marzo e sono proseguite fino al 14 aprile. L'8 aprile sono cominciate le riprese a Hawley Woods, nell'Hampshire. A metà aprile sono state girate delle scene con Hayley Atwell (Peggy Carter), ambientate durante un flashback negli anni quaranta. Ulteriori scene sono state girate a Chittagong, in Bangladesh, al Royal Holloway di Londra e nello Stato di New York. L'8 agosto Whedon ha annunciato su Twitter di aver terminato le riprese del film.
Il direttore della fotografia Ben Davis, che aveva già lavorato con la Marvel per Guardiani della Galassia, ha girato il film con un'unità principale di tre macchine da presa Arri Alexa. Davis ha detto: "Nonostante la Alexa sia la camera prediletta dalla Marvel, non siamo stati forzati a sceglierla sin dall'inizio. Quel che non era negoziabile era che dovevamo girare in digitale: è il modo in cui la Marvel gira tutti i suoi film". Davis ha usato anche le camere Pocket Cinema della Blackmagic Design per andare incontro alle necessità della seconda unità, spiegando che "La seconda unità di solito ha bisogno di camere più piccole che sono meno costose e rigide abbastanza da poterle usare nelle varie situazioni in cui le abbiamo usate". Riguardo alle camere da presa, Whedon ha detto: "Abbiamo girato questo film in modo molto diverso [dal primo film]. Gestivo un sacco di camere, giravo con obbiettivi lunghi, cosa che di solito non faccio", e ha aggiunto che girare il film è stato quasi come girare un documentario. Per creare le scene che mostrano il mondo dal punto di vista di Quicksilver, la produzione ha usato delle camere ad alta velocità combinate con le scene di Taylor-Johnson che corre a velocità normale nella stessa inquadratura.

### Post-produzione
Nel giugno 2014, la IMAX Corporation ha annunciato che il film sarebbe stato convertito in IMAX 3D. Dopo la fine delle riprese vennero rivelati diversi membri del cast, tra cui Anthony Mackie, Idris Elba e Tom Hiddleston, di ritorno dai precedenti film del MCU. Tuttavia le scene con Hiddleston sono state tagliate dal montato finale, e Whedon ha spiegato che le scene girate "non funzionavano" e che non voleva "riempire troppo il film". Nel gennaio 2015 sono state girate delle scene aggiuntive ai Pinewood Studios. Nel dicembre 2014 viene rivelato il nome del personaggio interpretato da Laura Kim, la dottoressa Helen Cho. Nel febbraio 2015 la Marvel ha confermato attraverso del materiale promozionale che Serkis avrebbe interpretato Ulysses Klaue. Nell'aprile 2015 viene rivelata la presenza nel film di Linda Cardellini e Julie Delpy. Nello stesso periodo Whedon ha rivelato che il film non avrebbe avuto una scena post-titoli di coda, come da prassi nei film del MCU. Whedon ha spiegato di aver cercato qualcosa da girare ma che non è riuscito a trovare qualcosa che potesse eguagliare la "scena dello Schwarma" di The Avengers. Feige ha in seguito corretto Whedon, dicendo che "Ci sarà una scena [durante i titoli di coda]. Ma non una scena post-titoli di coda".
Nel maggio 2015 Whedon ha rivelato di aver avuto diverse difficoltà con gli esecutivi della Marvel sul montaggio del film. I produttori non erano contenti delle scene nella fattoria di Occhio di Falco e della sequenza del sogno degli Avengers indotto da Scarlet. Whedon aveva inizialmente girato una versione molto più lunga della scena di Thor e Selvig nella caverna, ma il pubblico di una proiezione test del film non è rimasto colpito. Nella scena, Thor avrebbe dovuto essere posseduto dalle Norne, le dee del destino, mentre Selvig le chiedeva spiegazioni riguardo alle allucinazioni di Thor. Inoltre Whedon ha detto che avrebbe voluto includere Captain Marvel e Spider-Man alla fine del film, ma di non aver potuto a causa dei mancati accordi con la Sony Pictures per l'utilizzo di Spider-Man e poiché al tempo non era stata ancora scelta un'attrice per Captain Marvel.

### Effetti speciali
Il film contiene tremila effetti visivi, creati da dieci aziende diverse, tra cui Industrial Light & Magic (ILM), Trixter, DNEG, Animal Logic, Framestore, Lola VFX, Territory, Perception, Method Studios, Luma Pictures e The Third Floor. Per lavorare al film la ILM ha aperto dei nuovi uffici a Londra, e ha sviluppato un nuovo sistema di motion capture chiamato Muse, che riesce a catturare meglio la performance dell'attore e a combinare take diversi. Riguardo al processo di motion capture, Ruffalo ha detto: "Abbiamo fatto molte più cose con la motion capture. E poiché ora la catture delle espressioni del viso e la motion capture possono essere unite, come interprete hai molto più spazio di manovra… invece di essere semplicemente un punto di riferimento per la CGI, diventa più una collaborazione. E l'attore può davvero aggiungere una performance al processo. La tecnologia sta facendo un altro passo avanti… si dà un sacco di importanza alla prima unità, ma ora si comincia a guardare la motion capture in modo più corretto… per cui io vedo la motion capture come un posto incredibile e nuovo in cui esibirsi che non abbiamo mai avuto e che è una specie di burattinaio. Non sei più legato agli attributi che hai come persona: la tua età, il tuo peso o l'altezza. Non conta più niente. E quindi c'è questa tecnologia così eccitante che è ancora in parte sconosciuta".
Per la nuova base degli Avengers, i Method Studios hanno creato una base digitale e hanno poi estratto i personaggi dal set reale, mettendoli nel nuovo ambiente virtuale. I Method Studios hanno anche collaborato alla nuova armatura di Iron Man e hanno avuto un ruolo chiave nel creare i poteri di Scarlet in CGI. Gran parte dei monitor dei computer nel laboratorio di Stark, nel laboratorio della dr. Cho, nel Quinjet e in altre location non sono stati aggiunti in post-produzione, ma erano davvero accesi sul set, in modo da contribuire al realismo del film e a risparmiare sul budget per la post-produzione.

## Colonna sonora
A marzo 2014 Brian Tyler ha firmato per comporre la colonna sonora del film, segnando la terza collaborazione del musicista con la Marvel dopo Iron Man 3 e Thor: The Dark World. Tyler ha affermato di voler omaggiare le musiche di John Williams per Star Wars, Superman e I predatori dell'arca perduta e che ci saranno dei richiami alle musiche ai film di Iron Man, Thor e Captain America in modo da creare un universo musicale simile. Danny Elfman ha inoltre contribuito alla colonna sonora, rielaborando il tema principale di The Avengers, composto originariamente da Alan Silvestri. La colonna sonora è stata pubblicata in digitale il 28 aprile e verrà distribuita su supporto fisico il 19 maggio 2015.

## Promozione
Un primo teaser trailer del film venne mostrato da Joss Whedon al San Diego Comic-Con 2013, dove fu rivelato anche il titolo del film. Il trailer è stato inserito nei contenuti speciali dell'edizione Blu-ray di Iron Man 3. Al San Diego Comic-Con 2014 il cast è intervenuto durante il panel dei Marvel Studios e sono state presentate in anteprima alcune sequenze del film.
Il teaser trailer avrebbe dovuto essere trasmesso il 22 ottobre 2014 durante la messa in onda di Agents of S.H.I.E.L.D., tuttavia il 20 ottobre una versione leaked del trailer è apparsa online, e poco dopo la Marvel ha pubblicato il trailer in versione ufficiale, seguito dalla versione italiana. Al posto del trailer, durante l'episodio del 22 ottobre di Agents of S.H.I.E.L.D. è stata trasmessa una scena del film in anteprima, e ulteriori scene tratte dal backstage sono state mostrate durante lo speciale Marvel 75 Years: From Pulp to Pop!, in onda il 4 novembre sulla ABC. Un nuovo trailer è stato trasmesso il 23 dicembre 2014 su ESPN, durante la partita del NCAA College Football, e poco dopo pubblicato online. Il terzo trailer è stato "sbloccato" dai fan il 4 marzo 2015 su Twitter, ed è stato poi trasmesso il giorno seguente durante la première della serie televisiva American Crime.

## Distribuzione

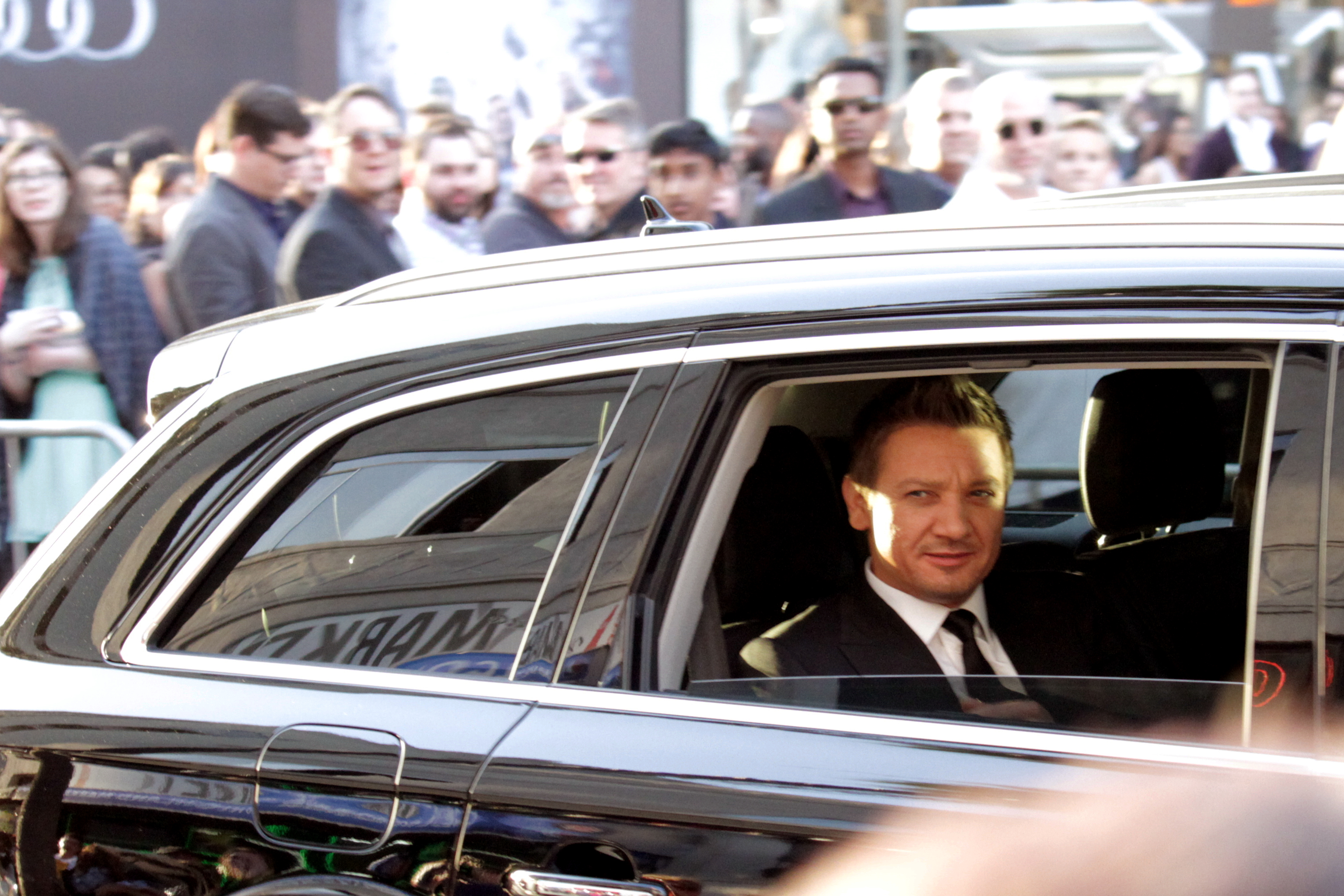
Jeremy Renner arriva all'anteprima mondiale

### Data di uscita
Il film è stato distribuito in 2D, 3D e IMAX 3D il 22 aprile 2015 in Italia, Francia, Norvegia e Svezia, e nei giorni seguenti nel resto del mondo; negli Stati Uniti è stato distribuito il 1º maggio 2015.

### Edizione italiana
La direzione del doppiaggio e i dialoghi italiani sono stati curati da Marco Guadagno, per conto della Dubbing Brothers Int. Italia.

### Edizioni home video
Il film è stato distribuito in download digitale l'8 settembre 2015 e in DVD e Blu-ray il 23 settembre 2015 da Walt Disney Studios Home Entertainment. L'edizione digitale e l'edizione Blu-ray contengono approfondimenti dietro le quinte, commenti audio, scene eliminate e blooper reel. Il film verrà in seguito distribuito nel box set da 13 dischi "Marvel Cinematic Universe: Phase Two Collection" contenente tutti i film della Fase Due e previsto per la fine del 2015.
Nel luglio 2015 Joss Whedon ha parlato di una potenziale director's cut del film, spiegando:

## Accoglienza

### Incassi
Avengers: Age of Ultron ha incassato 459005868 $ in Nord America e 946012180 $ nel resto del mondo, per un totale complessivo di 1405018048 $, a fronte di un budget di produzione di 250 milioni di dollari.
Il film è il terzo dei Marvel Studios e l'ottavo distribuito dalla Disney a superare il miliardo di dollari di incasso; inoltre è il quarto maggior incasso mondiale del 2015, il terzo maggiore incasso nel Nord America del 2015, il 17º  maggior incasso della storia del cinema e il quinto film di supereroi con i maggiori incassi di sempre.

#### Nord America
Nel primo giorno di programmazione in Canada e negli Stati Uniti il film ha incassato $84,5 milioni, segnando il secondo miglior debutto di sempre per un film di supereroi. Alle anteprime serali del 30 aprile il film ha incassato $27,6 milioni, superando gli incassi di The Avengers ($18,7 milioni). Inoltre ha segnato il miglior debutto in IMAX con $3 milioni, superando il precedente record de Il cavaliere oscuro - Il ritorno. Nel suo primo weekend ha incassato $191,3 milioni.

#### Internazionale
Tra il 22 e il 23 aprile 2015 il film è stato distribuito in 26 paesi, dove ha incassato complessivamente 44,8 milioni di dollari in due giorni. Nel suo primo weekend di programmazione il film ha incassato $200,2 milioni in 44 paesi, debuttando al primo posto in tutti i paesi in cui è stato distribuito, e ha inoltre stabilito un record come miglior debutto internazionale in IMAX con $10,4 milioni. In Italia il film ha debuttato al primo posto della classifica con $8,5 in quattro giorni, per poi incassare in totale 16559825 €. Nel Regno Unito il film ha debuttato con $5,4 milioni nel giorno d'apertura e totalizzato $27,3 milioni nel primo weekend; in Corea del Sud ha incassato $28,2 milioni nel primo weekend. Altri alti esordi nel weekend sono avvenuti in Russia ($16,2 milioni), Brasile ($13,1 milioni), Australia ($13,1 milioni), Francia ($12,4 milioni), Germania ($9,3 milioni), Filippine ($7,7 milioni), India ($7,7 milioni) e Hong Kong ($6,4 milioni).

### Critica
Il film è stato accolto in modo generalmente positivo dalla critica. Sull'aggregatore di recensioni Rotten Tomatoes ha un indice di gradimento del 76%, con un voto medio di 6,8 su 10 basato su 378 recensioni; il consenso critico del sito recita: "Esuberante e strabiliante, Avengers: Age of Ultron funge da sequel imbottito ma per lo più soddisfacente, riunendo il cast ingombrante del suo predecessore con alcune nuove aggiunte e un degno nemico". Su Metacritic ha un voto medio di 66 su 100 basato su 49 recensioni.
Todd McCarthy dell'Hollywood Reporter ha scritto: "Avengers: Age of Ultron riesce nell'impresa di creare un degno avversario per i suoi supereroi e dare a questi ultimi qualche cosa di nuovo da fare, ma questa volta le scene d'azione non sono sempre all'altezza". Peter Bradshaw del Guardian ha dato al film 4 stelle su 5, definendolo "esuberante, divertente e follemente esilarante […] questo nuovo Avengers del regista-sceneggiatore Joss Whedon è una perfetta corsa sull'aspartame". Helen O'Hara di Empire ha scritto che "Grazie a Whedon e al cast più carismatico e convincente di sempre, Age of Ultron ridefinisce la scala di quello che possiamo aspettarci dalle nostre epopee supereroistiche e allo stesso tempo inserisce nella sua enfasi il sentimento umano". Jim Vejvoda di IGN ha dato al film un voto di 8,4 su 10, affermando che "Avengers: Age of Ultron non riesce a raggiungere il fascino e la maestosità del vedere riuniti per la prima volta gli eroi più potenti della Terra. Detto questo, offre comunque tanto divertimento, tanta azione e tanti bei momenti tra i personaggi".
In Italia Gabriele Niola di BadTaste.it ha scritto: "Age of Ultron ribadisce e perfeziona il predecessore, lima in meglio le scene d'azione pompando le vertigini di piacere cinetico contenute dalle elaborate e fluide coreografie in cui aumenta anche la componente di “gioco di squadra" e ha lodato l'abilità di Whedon di gestire più personaggi e le loro sottotrame. Antonio Bracco di Comingsoon.it ha lodato Whedon, scrivendo che "l'equilibrismo è il talento innato o acquisito che il regista ha usato più di ogni altro per far sì che Avengers: Age of Ultron potesse, non solo reggersi in piedi, ma ergersi al di sopra del precedente film". Fumettologica, pur non stroncando in toto il film, ha invece evidenziato l'incapacità della pellicola di rimanere autonoma: «È il primo film Marvel che non riesce a evitare la sensazione di essere interlocutorio. Non che non sia completo, non che non sia godibile a sé stante, ma alcune cose sono o saranno apprezzabili solo nel contesto più ampio o alla luce dei futuri film».
Scott Mendelson di Forbes ha criticato il film, affermando che "è un'avventura frammentata e poco emozionante, non è né un elemento rivoluzionario nell'universo Marvel né un film a sé adeguatamente coinvolgente". Kenneth Turan del Los Angeles Times ha scritto: "Nonostante questo film funzioni in determinati momenti, dopo averlo visto rimane in mente molto poco. Un esempio ideale del nostro tempo fatto di sensazioni immediate e gratificazione istantanea, che però sparisce senza lasciar traccia poco dopo averlo consumato". Manohla Dargis del New York Times ha scritto che "[il film] non emerge allo stesso modo del primo, in parte perché il suo villain non è così memorabile, nonostante la minaccia di Spader".

## Riconoscimenti
- 2015 – AACTA Award
  - Candidatura ai migliori effetti speciali o animati
- 2016 – Annie Award
  - Migliori effetti animati in un film live-action a Michael Balog, Jim Van Allen, Florent Andorra e Georg Kaltenbrunner
  - Candidatura alla miglior animazione dei personaggi in un film live-action a Jakub Pistecky, Gang Trinh, Craig Penn, Mickael Coedel e Yair Gutierrez (personaggio: Hulk)
  - Candidatura alla miglior animazione dei personaggi in un film live-action a Peter Tan, Boonyiki Lim, Sachio Nishiyama, Byounghee Cho e Roy Tan (personaggio: Ultron)
- 2015 – Awards Circuit Community Awards
  - Candidatura alle migliori controfigure
- 2016 – Behind the Voice Actors Awards
  - Miglior performance vocale caratteristica maschile a James Spader
- 2016 – BMI Film & TV Awards
  - Migliore musica a Brian Tyler e Danny Elfman
- 2015 – Golden Schmoes Awards
  - Candidatura al film più sopravvalutato dell'anno
  - Candidatura alla maggiore delusione dell'anno
  - Candidatura al miglior trailer dell'anno
  - Candidatura al miglior DVD/Blu-ray Disc dell'anno
  - Candidatura al miglior T&A dell'anno a Scarlett Johansson
- 2015 – Golden Trailer Awards
  - Miglior Blockbuster dell'estate 2015
  - Miglior montaggio sonoro
  - Candidatura alla miglior dimostrazione
- 2015 – Hollywood Music In Media Awards
  - Candidatura alla miglior traccia musicale in un film Sci-Fi/Fantasy a Danny Elfman e Brian Tyler
- 2015 – IGN Summer Movie Awards
  - Candidatura al miglior adattamento da fumetto a film
- 2015 – International Online Cinema Awards
  - Candidatura ai migliori effetti speciali visivi
- 2016 – Jupiter Award
  - Candidatura al miglior attore internazionale a Chris Hemsworth
- 2016 – Nickelodeon Kids' Choice Awards
  - Candidatura al miglior film
  - Candidatura al miglior attore cinematografico a Robert Downey Jr.
  - Candidatura al miglior attore cinematografico a Chris Evans
  - Candidatura al miglior attore cinematografico a Chris Hemsworth
  - Candidatura alla miglior attrice cinematografica a Scarlett Johansson
- 2016 – MTV Movie Awards[124]
  - Candidatura al miglior film
  - Candidatura al miglior eroe a Chris Evans
  - Candidatura al miglior cattivo a James Spader
  - Candidatura al miglior combattimento a Robert Downey Jr. e Mark Ruffalo
  - Candidatura alla miglior performance virtuale a James Spader
  - Candidatura al miglior cast
- 2016 – New Zealand Cinematographers Society (Gold Award)
  - Cinematografia specializzata a John Mahaffie
- 2016 – E! People's Choice Awards
  - Attore preferito in un film d'azione a Chris Hemsworth
  - Candidatura al film preferito
  - Candidatura all'attore preferito in un film a Robert Downey Jr.
  - Candidatura all'attrice preferita in un film a Scarlett Johansson
  - Candidatura al film d'azione preferito
  - Candidatura all'attore preferito in un film d'azione a Robert Downey Jr.
  - Candidatura all'attrice preferita in un film d'azione a Scarlett Johansson
- 2016 – Premio Hugo
  - Candidatura alla miglior rappresentazione drammatica, forma lunga
- 2016 – Saturn Award
  - Migliori costumi ad Alexandra Byrne
  - Candidatura alla migliore trasposizione da fumetto a film
  - Candidatura al miglior attore non protagonista a Paul Bettany
  - Candidatura ai migliori effetti speciali a Paul Corbould, Christopher Townsend, Ben Snow e Paul Butterworth
- 2015 – Teen Choice Awardss[125][126]
  - Miglior ruba-scena in un film a Chris Evans
  - Candidatura al miglior film Sci-Fi/Fantasy
  - Candidatura al miglior attore in un film Sci-Fi/Fantasy a Robert Downey Jr.
  - Candidatura al miglior attore in un film Sci-Fi/Fantasy a Chris Hemsworth
  - Candidatura alla miglior attrice in un film Sci-Fi/Fantasy a Scarlett Johansson
  - Candidatura alla miglior stella emergente in un film a Elizabeth Olsen
- 2016 – Visual Effects Society Award
  - Candidatura all'Outstanding Animated Performance in a Photoreal Feature a Jakub Pistecky, Lana Lan, John Walker e Sean Comer (personaggio: Hulk)
  - Candidatura all'Outstanding Models in a Photoreal or Animated Project ad Harold Weed, Robert Marinic, Daniel Gonzalez e Myriam Catrin (L'armatura Hulkbuster)
  - Candidatura all'Outstanding Effects Simulations in a Photoreal Feature a Michael Balog, Jim Van Allen, Florent Andorra e Georg Kaltenbrunner (Hulk contro l'armatura Hulkbuster)
- 2016 – World Stunt Awards
  - Candidatura al miglior Lavoro con un Veicolo a Lee Millham

## Sequel
Il 28 ottobre 2014 i Marvel Studios annunciarono due sequel: Avengers: Infinity War e Avengers: Endgame, entrambi diretti da Anthony e Joe Russo e scritti da Christopher Markus e Stephen McFeely. Infinity War è stato distribuito il 25 aprile 2018 in Italia, mentre Endgame è uscito il 24 aprile 2019 in Italia. Inizialmente i film erano stati annunciati come Avengers: Infinity War - Part 1 e Avengers: Infinity War - Part 2. I due film sono interpretati da un cast corale che comprende Downey Jr., Evans, Hemsworth, Ruffalo, Hiddleston, Johansson, Stan, Olsen, e Brolin, nei rispettivi ruoli di Iron Man, Captain America, Thor, Hulk, Loki, Vedova Nera, Winter Soldier, Scarlet Witch e Thanos. Chris Pratt, interprete di Peter Quill / Star-Lord in Guardiani della Galassia e nel sequel, appare nei film. Le riprese di Infinity War e del sequel sono iniziate nel gennaio 2017 ai Pinewood Atlanta Studios e sono terminate a luglio. I due film sono girati interamente in formato IMAX.
Al San Diego Comic-Con 2022 sono stati annunciati un quinto e un sesto film sugli Avengers, il primo precedentemente intitolato Avengers: The Kang Dynasty, cambiato nel 2024 in Avengers: Doomsday e il secondo intitolato Avengers: Secret Wars, che usciranno rispettivamente il 18 dicembre 2026 e il 17 dicembre 2027 negli Stati Uniti.